# Evergestis dumerlei
Evergestis dumerlei là một loài bướm đêm trong họ Crambidae.